# Gyelyong Tshogdu
Gyelyong Tshogdu (englisch National Assembly of Bhutan; dzongkha གི་རྒྱལ་ཡོངས་ཚོགས་འདུ་) ist die Nationalversammlung, d. h. das Unterhaus im Zweikammersystem des Parlaments (Chi Tshog) von Bhutan. Das Oberhaus ist der Nationalrat, Gyelyong Tshogde.

## Geschichte

### Vorläufer
Eine der ersten Erneuerungen des Druk Gyalpo Jigme Dorje Wangchuck war 1953 die Schaffung eines ersten beratenden Parlaments, der Tshogdu. Diese bestand aus 140 bis zu 150 Mitgliedern. Davon wurden 105 Mitglieder indirekt von Dorfvorstehern aus einer von einflussreichen Familien der Dörfer erstellten Nominierungsliste gewählt. Passives Wahlrecht genoss jeder nicht verurteilte Bhutaner ab 25 Jahren. Weitere 35 Mitglieder wurden vom Druk Gyalpo ernannt sowie 10 vom buddhistischen Klerus entsandt. Die Abgeordneten (Chimis) wurden für drei Jahre gewählt. Die Tshogdu tagte anfangs nur zwei Mal im Jahr im Punakha-Dzong, später im Dzong von Thimphu, und erfüllte weitgehend eine Akklamationsfunktion. Politische Parteien waren bis 2007 verboten, sodass sich auch keine reguläre Opposition ausbildete. Entscheidungen wurden hierbei in weitgehendem Konsens ausgehandelt.
Im Jahr 1959 verabschiedete die Tshogdu die Thrimzhung Chenmo, die Verfassung.
Seit 1969 wurden die Kompetenzen der Tshogdu ausgeweitet. Das königliche Veto bei Gesetzesinitiativen der Tshogdu  wurde abgeschafft, der Druk Gyalpo stellte alle drei Jahre der Tshogdu die Vertrauensfrage. Darüber hinaus erhielt die Tshogdu die Kompetenz, dem Druk Gyalpo mit einer Zweidrittelmehrheit das Misstrauen auszusprechen und ihn zum Rücktritt zugunsten seines Thronfolgers zu zwingen. Dazu kam es allerdings nie, da der Druk Gyalpo eine hohe Zustimmung in der Tshogdu genoss: so erhielt er im Jahr 1971 bei der zweiten Vertrauensfrage 133 der 137 anwesenden Stimmen.

### Neues Wahlsystem
Am 22. April 2007 wurde ein königliches Dekret erlassen, das die Gründung von politischen Parteien in Bhutan erlaubte. Die Volksdemokratische Partei (People’s Democratic Party, PDP) unter der Führung des ehemaligen Premierministers Lyonpo Sangay Ngedup war die erste politische Partei, die in Bhutan gegründet wurde. Im Juli 2007 fusionierten die Bhutan United Peoples Party (BPUP) und die All Peoples Party (APP) zur Druk Phuensum Tshogpa (DPT, deutsch: Bhutanische Partei für Frieden und Wohlstand), die vom ehemaligen Premierminister Lyonpo Jigme Y. Thinley geführt wurde. Beide Parteien versprachen, eine solide Demokratie aufzubauen. Die Wahlkommission registrierte daraufhin die DPT und die PDP als Parteien für die ersten allgemeine Wahl am 24. März 2008.
Sie besteht seitdem aus 47 gewählten Volksvertretern. Die Wahl zur Nationalversammlung erfolgen in zwei Durchgängen. Im ersten Durchgang stimmen die Bürger für eine Partei ihrer Wahl. Für den zweiten Durchgang können die beiden Parteien mit den meisten Stimmen aus dem ersten Wahlgang Kandidaten benennen, die dann nach Mehrheitswahlrecht in den Wahlkreisen gewählt werden. Diese Form des Wahlsystems ist demnach eine verschärfte Form des Absoluten Mehrheitswahlrechts.
Das passive Wahlrecht gilt weiterhin ab 25, jedoch wurden Beamte und Bhikkhu im Gegensatz zum vorher geltenden Tshogdu hiervon ausgenommen. Als weitere Anforderung müssen die Kandidaten über einen Hochschulabschluss verfügen.
Das aktive Wahlrecht besitzen alle Bürger ab einem Alter von 18 Jahren., wobei auch hier die Bhikkhu ausgeschlossen sind.
Die Wahlperiode beträgt fünf Jahre. Die Nationalversammlung erlässt und ändert Gesetze und kann diese aufheben, sie genehmigt den Staatshaushalt und die Steuern, sowie die Fünfjahrespläne.
Sprecher der Nationalversammlung ist seit der Wahl im Jahr 2018 Jigme Zangpo.

## Wahlen
Bisher fanden drei Wahlen zur Nationalversammlung statt (Stand: 2018).
- 2008: Bei dieser Wahl traten nur zwei Parteien an, deshalb entfiel der erste Wahlgang. Die DPT gewann 45 der 47 Mandate, die Volksdemokratische Partei PDP erhielt 2 Mandate.
- 2013: Die bis dahin in der Opposition befindliche PDP gewann 32 Mandate und stellte damit erstmals den Ministerpräsidenten. An der ersten Runde der Wahl beteiligten sich insgesamt vier Parteien.
- 2018: Die bis dahin regierende PDP wurde im ersten Wahlgang nur dritte Kraft und verlor damit alle Mandate. Neue Regierungspartei wurde erstmals die Druk Nyamrup Tshogpa (DNT), die mit 30 Sitzen die Mehrheit der Wahlkreise im zweiten Wahlgang gewinnen konnte.[8]